# گمینا شچرتسوو
گمینا شچرتسوو (به لهستانی:  Gmina Szczerców) یک گمینا در لهستان است که در شهرستان بوخاتوف واقع شده‌است. گمینا شچرتسوو ۱۲۸٫۹۱ کیلومتر مربع مساحت و ۷٬۵۸۲ نفر جمعیت دارد.